# Microsciurus flaviventer
Microsciurus flaviventer är en däggdjursart som först beskrevs av Gray 1867.  Microsciurus flaviventer ingår i släktet amerikanska dvärgekorrar, och familjen ekorrar. IUCN kategoriserar arten globalt som otillräckligt studerad.
Inga underarter finns listade i Catalogue of Life. Wilson & Reeder (2005) skiljer mellan 8 underarter.
Arten når en absolut längd av 25 till 27 cm, inklusive svans. Huvud och bål tillsammans är vanligen lite längre än svansen. Microsciurus flaviventer har brunaktig päls på ovansidan med olivgröna eller röda hår inblandade. Den tjocka pälsen på undersidan är orange och mer eller mindre blek. Arten har korta öron och bakom dessa förekommer gulvita ställen. Svansen är ganska smal och svartbrun med vitaktiga hårspetsar.
Denna ekorre lever i Sydamerika i Colombia, Ecuador, Peru och nordvästra Brasilien (kanske även Bolivia). I Anderna och andra bergstrakter når den upp till 2000 meter över havet. Habitatet utgörs av fuktiga skogar med palmer och andra träd. I utbredningsområdet förekommer ofta dimma.
Individerna är aktiva på dagen och lever vanligen ensamma. Par iakttas allmänt i samband med parningen. Microsciurus flaviventer vistas huvudsakligen i träd där den klättrar eller hoppar. Den bygger sitt bo av blad och andra växtdelar. Födan består främst av ryggradslösa djur. Dessutom äter denna ekorre trädens vätskor eller naturgummi samt frukter och palmernas frön.
Fortplantningssättet är inte bra utredd. En annan art av släktet (Microsciurus alfari) fortplantar sig mellan april och juni.